# Rábaszentandrás
Rábaszentandrás è un comune di 538 abitanti situato nella contea di Győr-Moson-Sopron, nell'Ungheria nordoccidentale.